# Kyfi
| D28 | Q3 | R5 |

| D28 | Q3 | R5 |

Kyfi es el nombre griego del kapet, el perfume más conocido de los fabricados por los antiguos egipcios. Se utilizaba tanto como sustituto del incienso (de ahí su nombre, que significa quemar), quemándolo en los templos en honor de Ra, como remedio médico: quemándolo, como inductor del sueño, alivio de la epilepsia y de los dolores de cabeza, oídos, estómago e hígado. Ingiriéndolo, era un antídoto contra el veneno de serpientes y un remedio para tratar el asma. 
El kyfi también se utilizaba para perfumar viviendas y ropas y para combatir el mal aliento. 

## Composición
Ninguna de las recetas tienen los mismos ingredientes, algunas de ellas llegan a citar cincuenta mientras que otras, como la de Dioscórides, solo relaciona once. Diez de estos componentes aparecen en todas las recetas: vino, miel, pasas, canela, corteza de espino blanco, raíz de papiro y cálamo, cedro, bayas de enebro y resinas aromáticas, como mirra o mástique. 
El texto de Edfu incluye dieciséis ingredientes que tras amasarse se guardaban en forma de bolas, que se quemaban entre brasas para que desprendieran su perfume.

## Testimonios
- La primera referencia al kyfi se encuentra en los Textos de las Pirámides, como uno de los bienes que el faraón disfrutaría en el Duat.
- El Papiro Harris I (dinastía XX) recoge una donación de ingredientes para su fabricación hecha por Ramsés III.
- La receta figura inscrita en las paredes de los templos de Edfu y Dendera, en el Alto Egipto (200 a. C.)
- El Papiro Ebers (1500 a. C.), el más antiguo documento sobre el tema, que también explica la receta y sus usos.
- Manetón (300 a. C.) la dio a conocer por medio de un tratado que no sobrevive, pero que menciona Plutarco (siglo I) en Isis y Osiris, donde también cuenta que se quemaba en los templos al anochecer.
- Dioscórides explicó la preparación del kyfi en su obra Materia Médica, y lo mismo hizo Rufo de Éfeso (ambos en el siglo I).